# Caloptilia jelita
Caloptilia jelita là một loài bướm đêm thuộc họ Gracillariidae. Nó được tìm thấy ở Malaysia (Pahang).